# Melfi
Melfi (ˈmɛlfi) ist eine italienische Gemeinde mit 17.031 Einwohnern (Stand am 31. Dezember 2023) in der Provinz Potenza, Region Basilikata. Die Stadt ist Sitz des Bistums Melfi-Rapolla-Venosa.

## Lage und Daten
Melfi liegt 51 Kilometer nördlich von Potenza im Vulture-Gebiet. Die Fraktionen sind Foggiano, Leonessa di Melfi und San Nicola di Melfi.
Die Nachbargemeinden sind Aquilonia (AV), Ascoli Satriano (FG), Candela (FG), Lacedonia (AV), Lavello, Monteverde (AV), Rapolla, Rionero in Vulture und Rocchetta Sant’Antonio (FG).
Von Melfi führt eine Bahnstrecke nach Potenza und Foggia. Nördlich von Melfi verläuft die E842.

## Geschichte
Melfi wurde am Fuße des Monte Vulture an dem Fluss Melpes gegründet. Das genaue Gründungsjahr ist unbekannt. Früheste Siedlungsspuren auf dem Boden der Gemeinde stammen aus dem Neolithikum. Auch aus der frühen Eisenzeit, dem 9./8. Jahrhundert v. Chr. sowie aus römischer Zeit sind Reste von Siedlungen gefunden worden. Zur Zeit der Langobarden wurde Melfi befestigt. Der Ort entwickelte sich zu einem wichtigen Handelszentrum. 1037 wurde Melfi Bischofssitz, 1041 Zentrum von Apulien und Kalabrien. 1059 wurde von Papst Nikolaus II das Konzil von Melfi einberufen.
Melfi wuchs weiter und die Stadt erhielt eine neue Stadtmauer mit fünf Toren. In der Stadt wurden Kirchen gebaut, so die Kathedrale im 11. Jahrhundert.
Kaiser Friedrich II. machte Melfi zu seiner Sommerresidenz und erließ in der Stadt 1231 die Konstitutionen von Melfi, eine Gesetzessammlung.
Im 19. Jahrhundert wurde der Ort saniert. 1930 zerstörte ein Erdbeben Melfi.

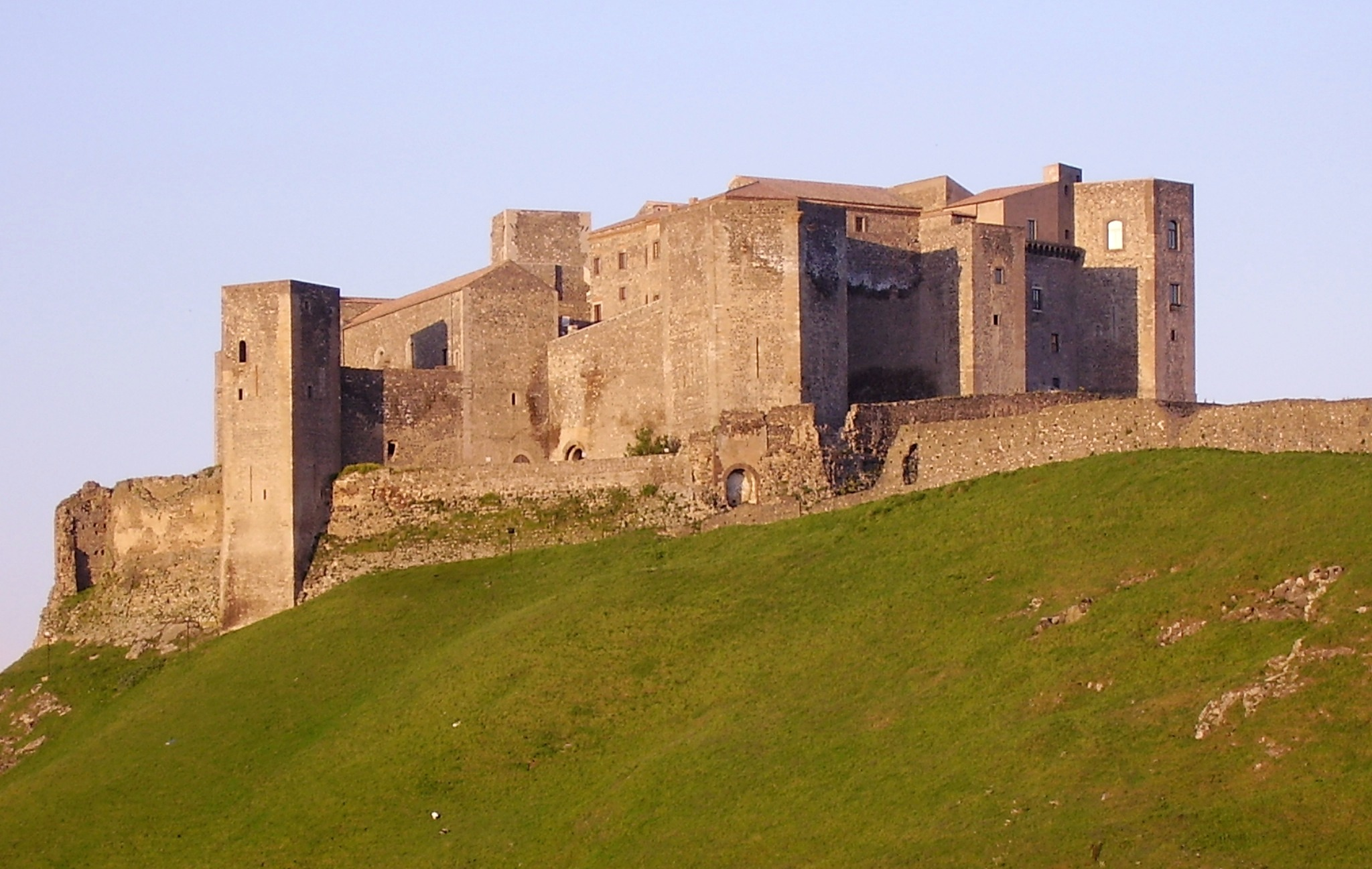
Die normannisch-staufische Burg

## Sehenswürdigkeiten
Melfi ist reich an Gebäuden aus allen geschichtlichen Epochen seit der Römerzeit und Sitz des Museo archeologico nazionale del Melfese (im Castello).

### Normannisch-staufische Burg
Bereits zu normannischer Zeit stand hier eine Vorgängerburg. Auf Wunsch Friedrichs II. von Hohenstaufen wurde die Befestigungsanlage erweitert. Während der Anjou-Herrschaft wurde die Burg umgebaut. In den Räumen des Kastells ist eine Außenstelle des Archäologischen Nationalmuseums untergebracht.

### Dom Santa Maria Assunta

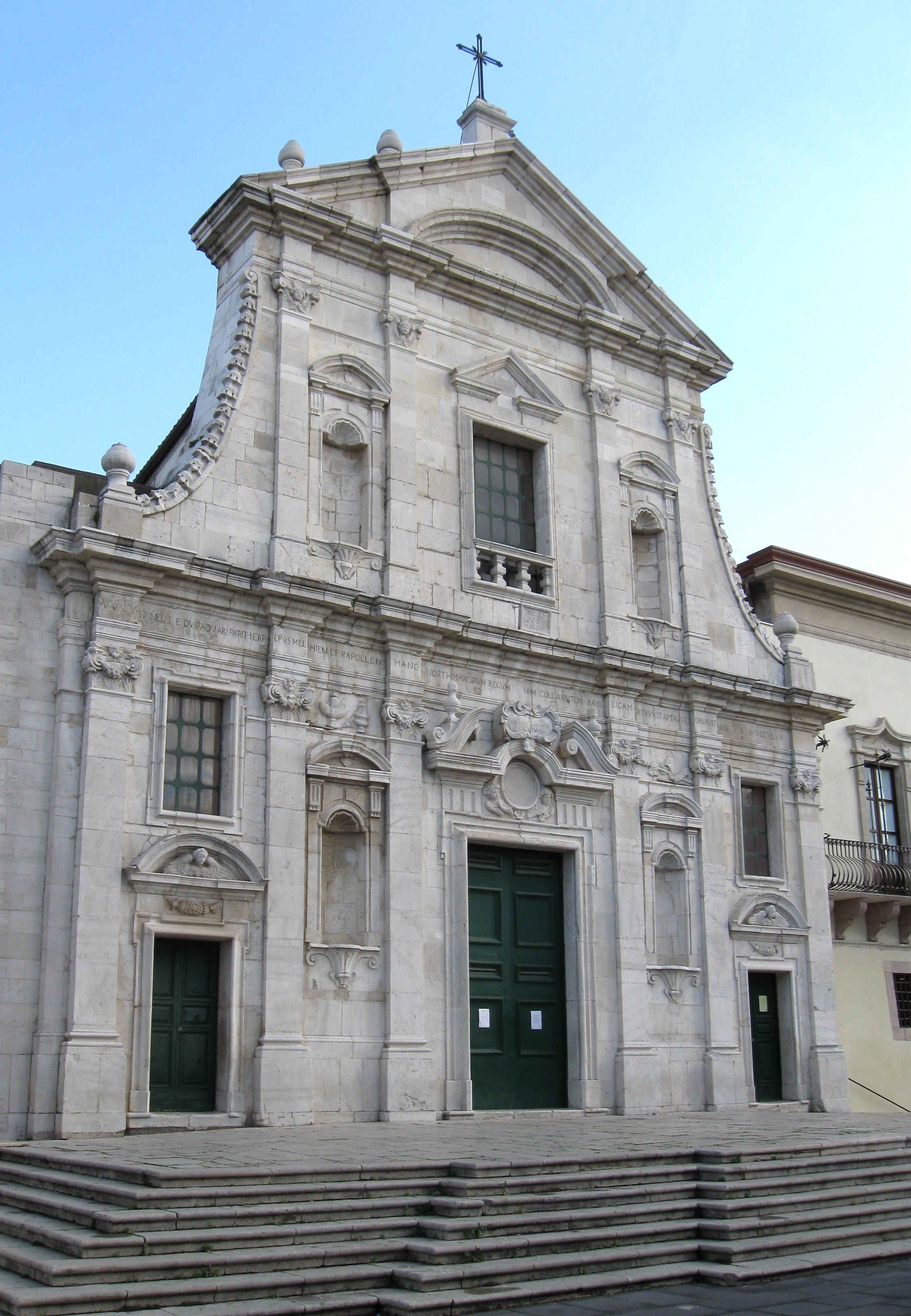
Der Dom Santa Maria Assunta

Wann die Kathedrale von Melfi erbaut wurde, ist ungeklärt. Entweder wurde sie von Robert Guiskard, Herzog von Apulien und Kalabrien, 1073 bis 1076 erbaut oder von Wilhelm I. im Jahre 1155 gegründet. Der Glockenturm stammt aus dem Jahr 1150 oder 1153 und ist 49 Meter hoch. Einer im Sockel eingemauerten Inschrift kann man das Jahr 1150 entnehmen. 1472 wurde das Querschiff gebaut, 1526 die inneren Bogengänge erstellt. 1694 wurde der Dom teilweise zerstört und im Barockstil wieder aufgebaut.
Im Inneren ist ein Chorgestühl aus dem Jahre 1557 erhalten. Die Orgel und die Kanzel datieren aus dem 18. Jahrhundert.

### Felsenkirche Hl. Margareta
Die Felsenkirche der Hl. Margareta von Antiochien ist vollständig in den vulkanischen Tuffstein gehauen. Diese Kirche ist die schönste und am besten erhaltene unter den zahlreichen bemalten Felsenhöhlen am Hang des Vultureberges.

### Weitere Kirchen und Klöster
Die Kirche und das Kloster des Hl. Antonius wurden 1222 gegründet. Das Kloster der Kapuziner wurde 1528 erbaut. Außerhalb Melfis befindet sich die Felskirche der Madonna delle Spinelle. Die Kirche ist vollständig im Fels gehauen. In der Felskirche Santa Margherita, sie liegt auf Weg nach Rapolla, sind Fresken zu besichtigen.

## Sport

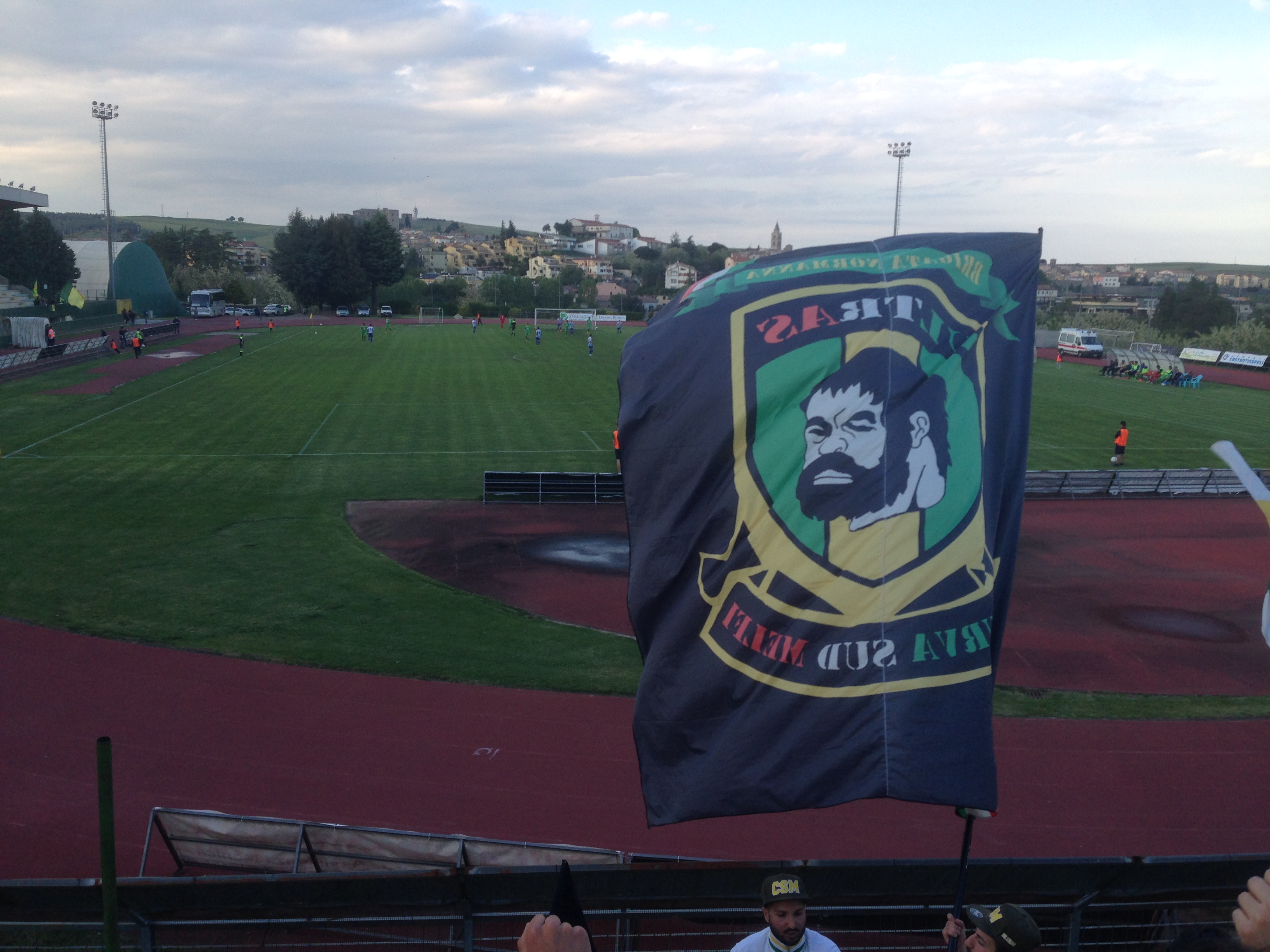
Blick auf das Spielfeld des Stadio Arturo Valerio von der Südkurve

Melfi beheimatet den Fußballverein AS Melfi, welcher in der italienischen Eccellenza Basilicata spielt. Die Farben der Mannschaft sind Gelb und Grün (gialloverde). Auf dem Vereinswappen befindet sich wie auch auf dem Wappen der Stadt ein Basilisk. Seine Heimspiele trägt der Verein im Stadio Arturo Valerio in Melfi aus. Ein wichtiger Teil der Fußballkultur von Melfi sind die Ultras.

## Wirtschaft
In Melfi werden Reben für den Rotwein Aglianico del Vulture angebaut.
Melfi ist Standort eines großen Werks von Stellantis. Dort werden der Fiat Grande Punto sowie der neue Fiat 500X und der Jeep Renegade hergestellt.

## Persönlichkeiten
- Francesco Saverio Nitti (1868–1953), Wirtschaftswissenschaftler und Politiker
- Domenico Picchinenna (1912–2004), römisch-katholischer Geistlicher, Erzbischof von Catania 1974–1988
- Pasquale Festa Campanile (1927–1986), Filmregisseur, Drehbuchautor und Schriftsteller.
- Antonia Ciasca (1930–2001), Archäologin